# フジサワ中央
フジサワ中央（フジサワちゅうおう）は、かつて神奈川県藤沢市に存在した映画館である。藤沢映画興行が経営した。

## 概要
- 地上5階地下1階建ビルで、3階から4階に207席の「フジサワ中央1」、地下1階に126席の「フジサワ中央2｣、5階に藤沢映画興行の事務所[3]がある。
- 館内は赤色の絨毯を敷き天井にシャンデリアなどを配する。一時期は観客が1日に1500人を超える。

## 歴史
- 1950年（昭和25年）4月に藤沢駅南口で396席の「藤沢中央映画劇場」を開業[4]する。
  - 藤沢市内の映画館は、1953年（昭和28年）時点で当館、藤沢オデヲン座、藤沢映画劇場、湘南映画劇場の4館[注 2]、1955年（昭和30年）時点も変化は無い[4]。
- 1972年（昭和42年） に小田急百貨店建設に伴い南口「フジサワ中央」を閉館する。当時は藤沢駅北口に「藤沢東映」を有した。
- 1977年（昭和52年） に北口「藤沢東映」を「フジサワ中央」として再興する。
- 1986年（昭和61年）4月にビルを新築して2スクリーン[3]で営業する。
- 2001年（平成13年）7月20日に『千と千尋の神隠し』を封切、45週間で48,500人を動員して当館史上最大のヒット作となる[6]
- 2005年（平成18年）7月に『電車男』上映時、窓口で自己申告すると割引になる「ヲタク割引」を導入して話題となる[7]。封切から1か月以上遅れた上映を挽回すべく講じた策が功を奏し、公開期日が延長された[8]。
- 2008年（平成20年）5月17日に『実録・連合赤軍 あさま山荘への道程』を上映し、監督の若松孝二がトークイベントに参加[9]する。
- 2010年（平成22年）5月23日に『聖家族〜大和路』を上映し、出演した藤沢市出身の末永遥が舞台挨拶[10]する。
- 2010年（平成22年）8月31日に60年間の営業を終えて閉館[2][3]する。
  - 2007年（平成19年）3月31日に藤沢オデヲン座が閉館して以降は市内唯一の映画館であったが、茅ヶ崎や平塚など近隣のシネマコンプレックスに客足を奪われ[3]、リーマン・ショックの影響で所有ビルのテナント収入が激減した[7]ことが劇場の衰退に追い打ちをかけた。
  - 当館閉館後、藤沢市内の映画館は2011年11月11日にシネコン「109シネマズ湘南」[注 3]が開業するまで存在しなかった。跡地は学校法人国際新堀芸術学院に売却され、2011年（平成23年）10月31日に「新堀ライブ館」が開館[11]する。